# Autobiography (album Ashlee Simpson)
Autobiography – pierwszy album amerykańskiej piosenkarki Ashlee Simpson.

## Lista utworów
1. "Autobiography" (Ashlee Simpson, Kara DioGuardi, John Shanks) – 3:34
2. "Pieces of Me" (Ashlee Simpson, Kara DioGuardi, John Shanks) – 3:37
3. "Shadow" (Ashlee Simpson, Kara DioGuardi, John Shanks) – 3:57
4. "La La" (Ashlee Simpson, Kara DioGuardi, John Shanks) – 3:42
5. "Love Makes the World Go Round" (Ashlee Simpson, John Shanks) – 3:45
6. "Better Off" (Ashlee Simpson, Kara DioGuardi, John Shanks) – 3:27
7. "Love Me for Me" (Ashlee Simpson, Shelly Peiken, John Shanks) – 3:27
8. "Surrender" (Ashlee Simpson, Kara DioGuardi, John Shanks) – 3:20
9. "Unreachable" (Ashlee Simpson, Stan Frazier, Steve Fox, Robbie Nevil, Billy Mann) – 3:53
10. "Nothing New" (Ashlee Simpson, Kara DioGuardi, John Shanks) – 3:06
11. "Giving It All Away" (Ashlee Simpson, John Feldmann) – 2:56
12. "Undiscovered" (Ashlee Simpson, John Shanks) – 4:56

## Bonusowe utwory
- "Harder Everyday" (Ashlee Simpson, John Feldmann, Benji Madden) – 3:30 (Latin America, Japan, UK and Australia)
- "Sorry" (Ashlee Simpson, Steve Fox, Stan Frazier) – 3:43 (Japan and UK)
- "Endless Summer" (Ashlee Simpson, Kara DioGuardi, John Shanks) – 3:37 (Japan and Australia)